# Ralf Schumacher
Ralf Schumacher (født 30. juni 1975 i Hürth-Hermülheim, Vesttyskland) er en tysk racerkører, der er mest kendt for sin 11 år lange Formel 1-karriere, der strakte sig fra 1997 til 2007. Han er lillebror til den syvdobbelte verdensmester Michael Schumacher.

## Resultater
Schumacher nåede gennem sin karriere at køre 181 Formel 1-Grand Prix'er og vandt de 6. Hans første sejr kom i San Marinos Grand Prix i 2001. Yderligere 21 gange er han sluttet på podiet for sekundære placeringer, og seks gange startede han et Grand Prix fra pole position.